# بيلي سوليفان (لاعب كرة قاعدة)
بيلي سوليفان (بالإنجليزية: Billy Sullivan)‏ هو لاعب كرة قاعدة أمريكي، ولد في 1 فبراير 1875 في أوكلاند في الولايات المتحدة، وتوفي في 28 يناير 1965 في نيوبيرغ في الولايات المتحدة.

## وصلات خارجية
- بيلي سوليفان على موقع دوري كرة القاعدة الرئيسي (الإنجليزية)
- بيلي سوليفان على موقعبيزبول رفرنس.كوم (الدوري الرئيسي) (الإنجليزية)